# Lee Choo Neo
Lee Choo Neo, född 1895, död 1947, var en singaporansk läkare. Hon blev 1919 den första kvinnliga läkaren i Singapore. 